# Havasgyógy
Havasgyógy, románul: Dealu Geoagiului, település Romániában, Erdélyben, Fehér megyében.

## Fekvése
Az Erdélyi-érchegység alatt, a Diód-patak mellett, Havasgáldtól északra fekvő település.

## Története
Havasgyógy nevét 1413-ban említette először oklevél alter Gyog volahalis néven.
1416-ban Volagog, 1850-ben Havas Gyogy, Muntele Gyogely, 1854-ben Havas Gyógy, Muntari (Geogel), 1861-ben Havas-Gyógy, Muntoru, 1913-ban Havasgyógy (Dealu Geoagiului) néven írták.
A trianoni békeszerződés előtt Alsó-Fehér vármegye Tövisi járásához tartozott.
1910-ben 538 lakosából 8 magyar, 530 román volt. Ebből 526 görögkeleti ortodox volt.

## Galéria

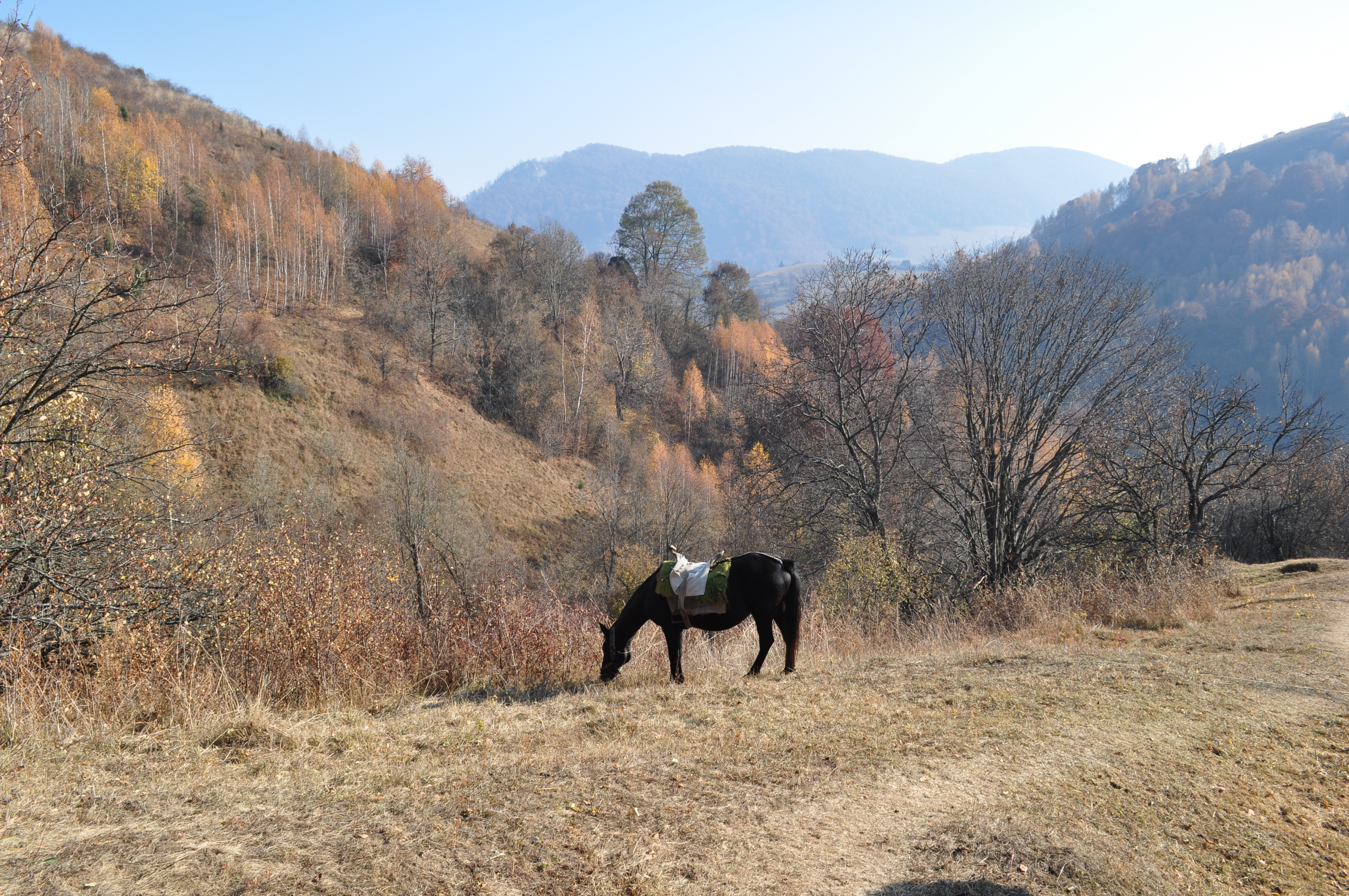
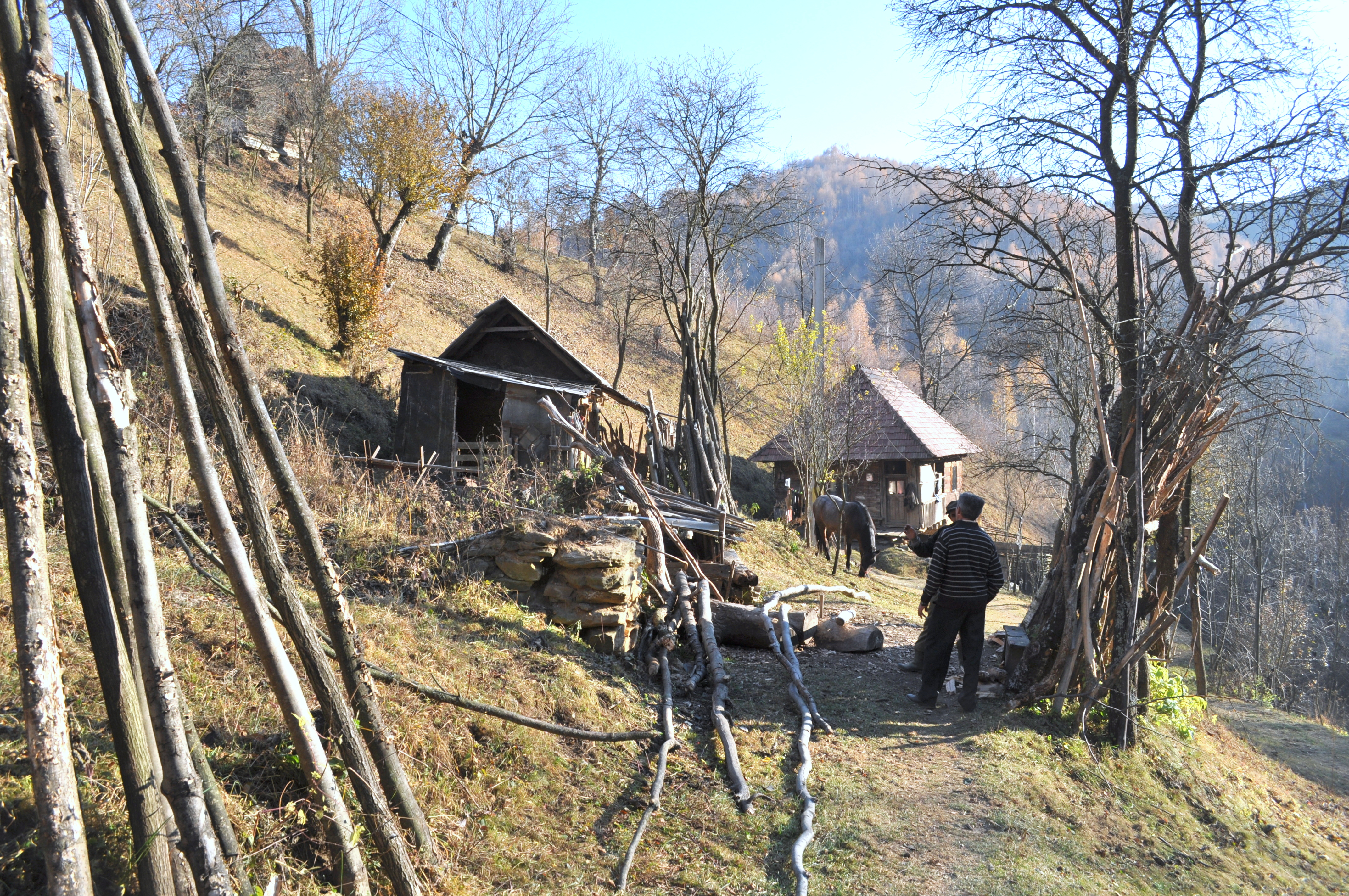
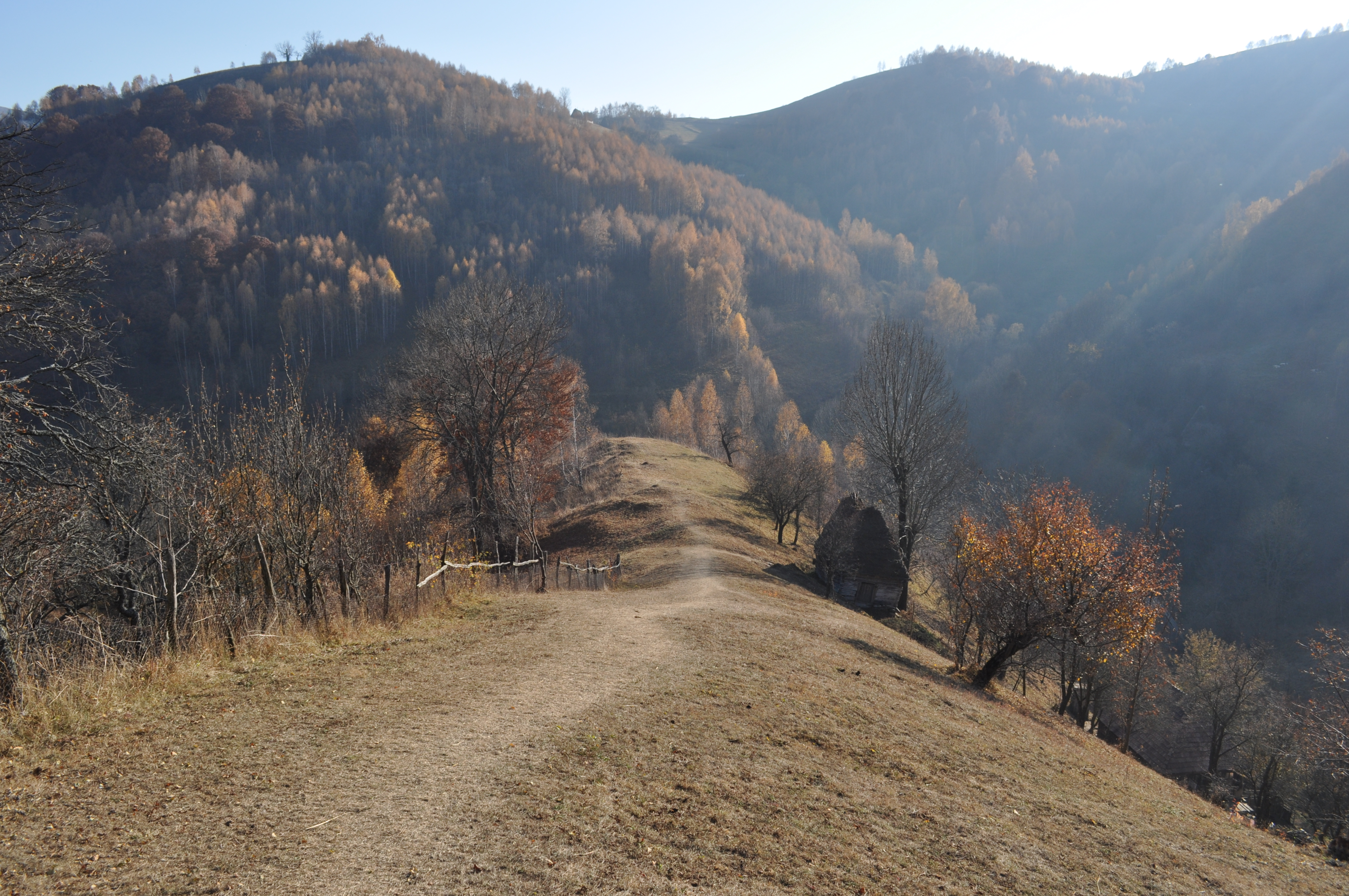
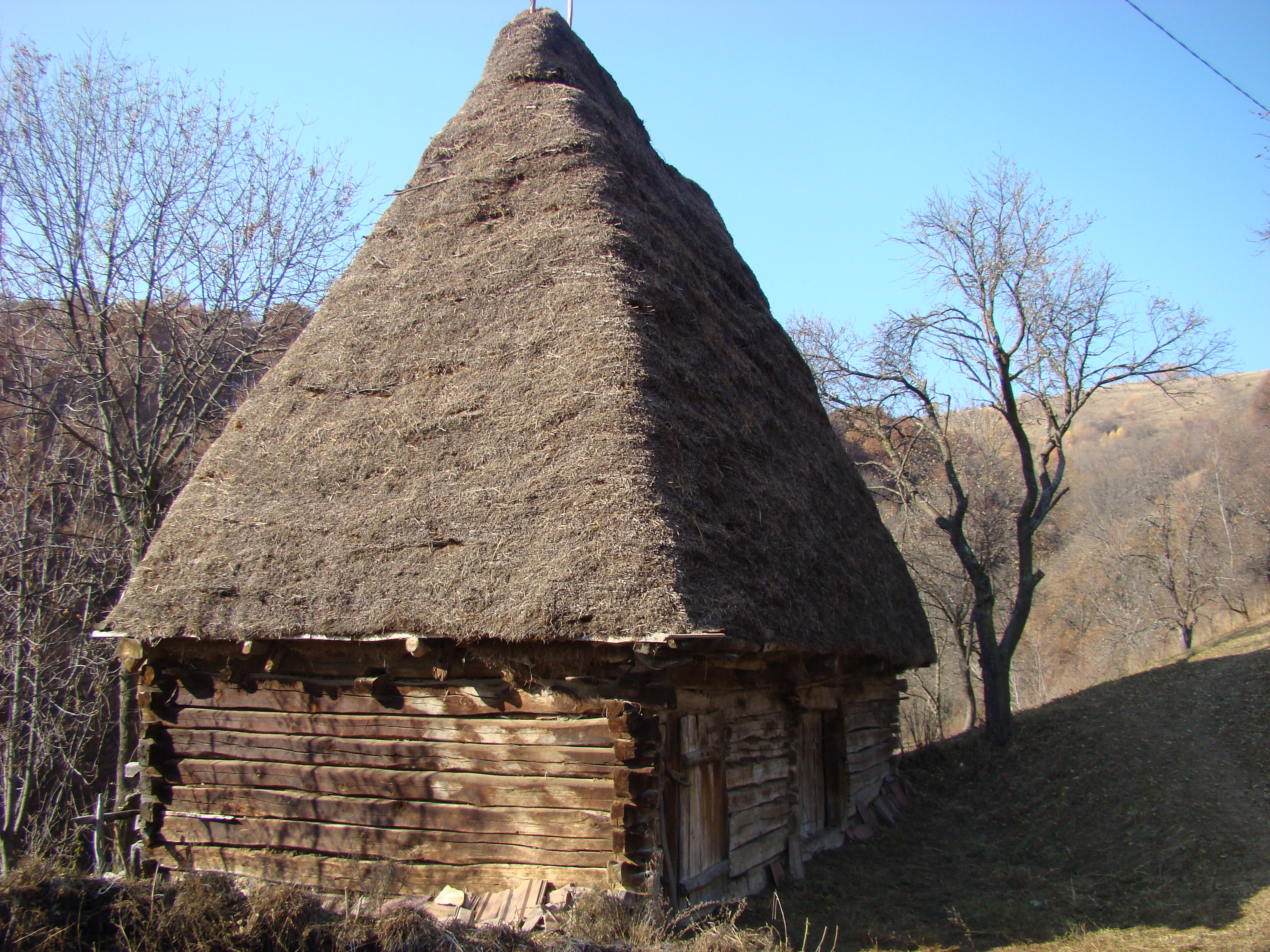

## Látnivalók
- 1742-ben épült ortodox fatemplom